# Piedra de Magdala

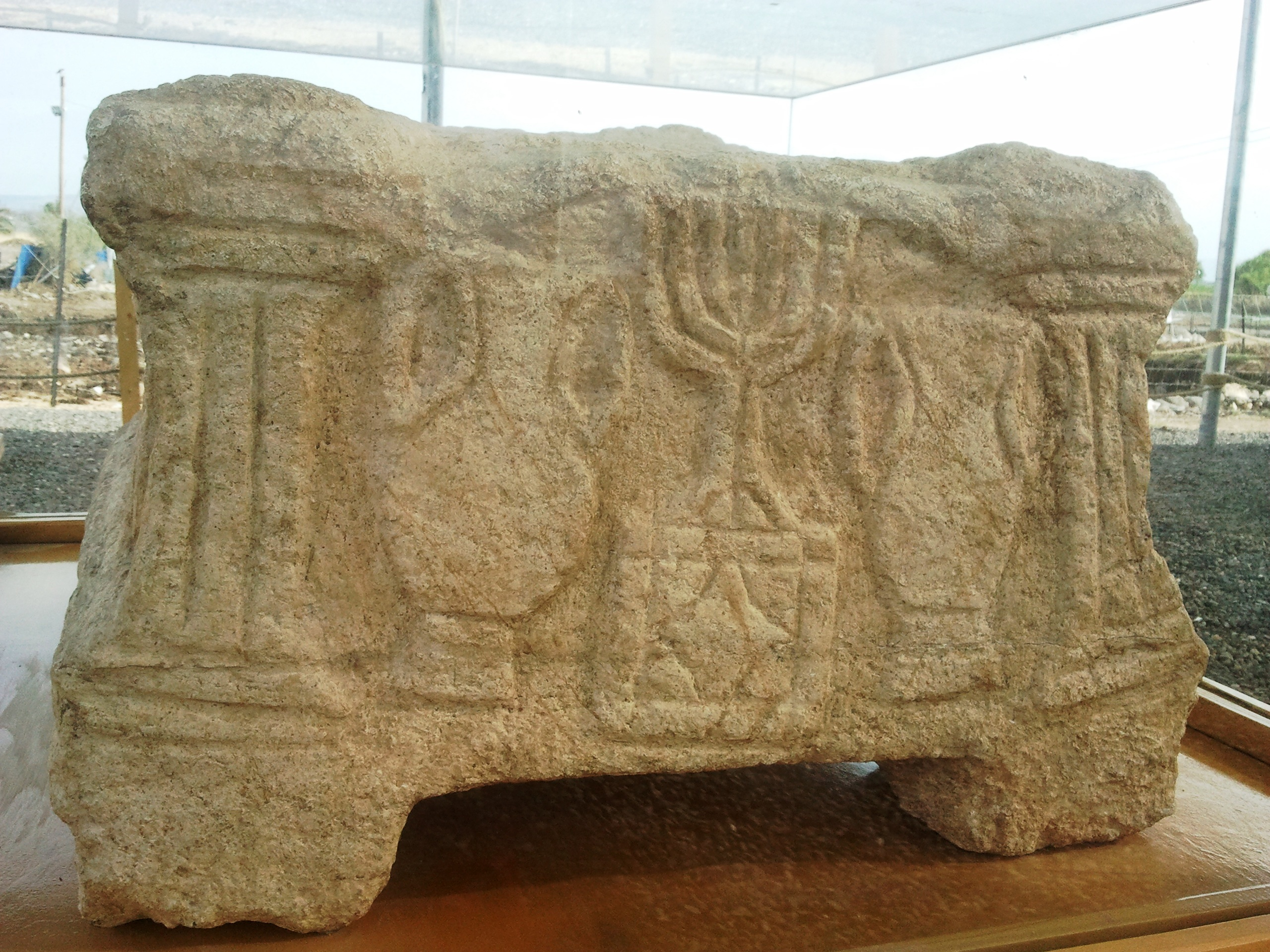
Piedra de Magdala

La Piedra de Magdala es un bloque de piedra caliza que se descubrió dentro de las ruinas de una sinagoga en la antigua ciudad de Magdala. Según los arqueólogos tanto la sinagoga como la piedra son anteriores a la destrucción del Segundo Templo en el año 70. 
La piedra destaca por contener grabados que parecen describir el Segundo Templo, lo cual es especialmente relevante porque dicha piedra habría sido tallada mientras el Templo todavía estaba en pie. Algunos estudiosos sugieren que el descubrimiento de esta piedra abre la posibilidad de entender la sinagoga como espacio sagrado incluso ya antes de la destrucción del Segundo Templo. Esta teoría, si es cierta, supondría la invalidación de un consenso sostenido desde hace mucho tiempo por los eruditos según el cual, mientras el Templo estuvo en pie, las sinagogas no serían sino simples recintos para reunirse, tal vez para la lectura y el estudio de la Ley y otros libros sagrados, pero no espacios sagrados por derecho propio.
La piedra es también relevante por contener la imagen más antigua conocida del Candelabro del Templo hallado en una sinagoga, y el primer bajorrelieve del mismo Candelabro.

## Historia

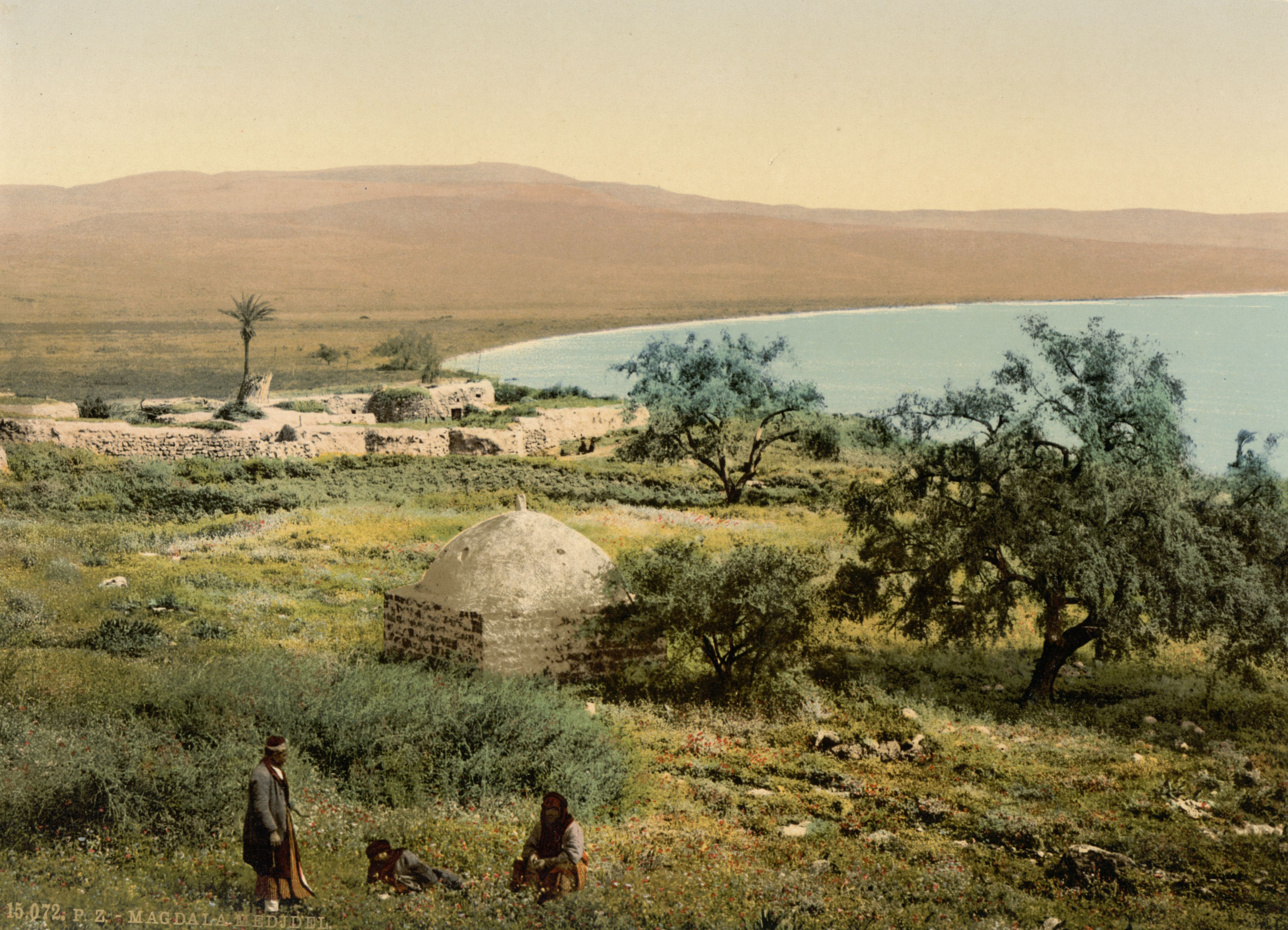
Pueblo de El Mejdel. En primer plano, la tumba de Mohamed El-ʿAjami.

La piedra fue descubierta durante la excavación de la sinagoga de Magdala en 2009.
La piedra se conserva en el Museo Rockefeller, bajo el cuidado de la Autoridad de Antigüedades de Israel. En diversas ocasiones ha sido expuesta al público, como en 2017, cuando se exhibió en la exhibición Menora: Worship, History, Legend, organizada en Roma por el Vaticano y el Museo judío de Roma.

## Grabados
La piedra mide aproximadamente 60 cm de longitud, por 50 cm de anchura y 40 cm de altura.
El lado sur de la piedra (de acuerdo con la posición en que fue hallada, es decir, el lado que estaba encarado hacia Jerusalén) presenta un arco apoyado sobre un par de columnas. Dentro del arco se encuentra una Menorá de siete brazos y tres pies. Debajo de la Menorá hay un cuadrado que podría considerarse un pedestal para esta o una mesa. Dos jarras con doble asa flanquean la Menorá y el cuadrado. La arqueóloga Dina Avshalom-Gorni catalogó el descubrimiento como "apasionante y único."
Mordechai Aviam interpreta el objeto cuadrado que se encuentra debajo de la Menorá como el altar de oro que había delante de la Menorá en el Templo para ofrecer incienso.

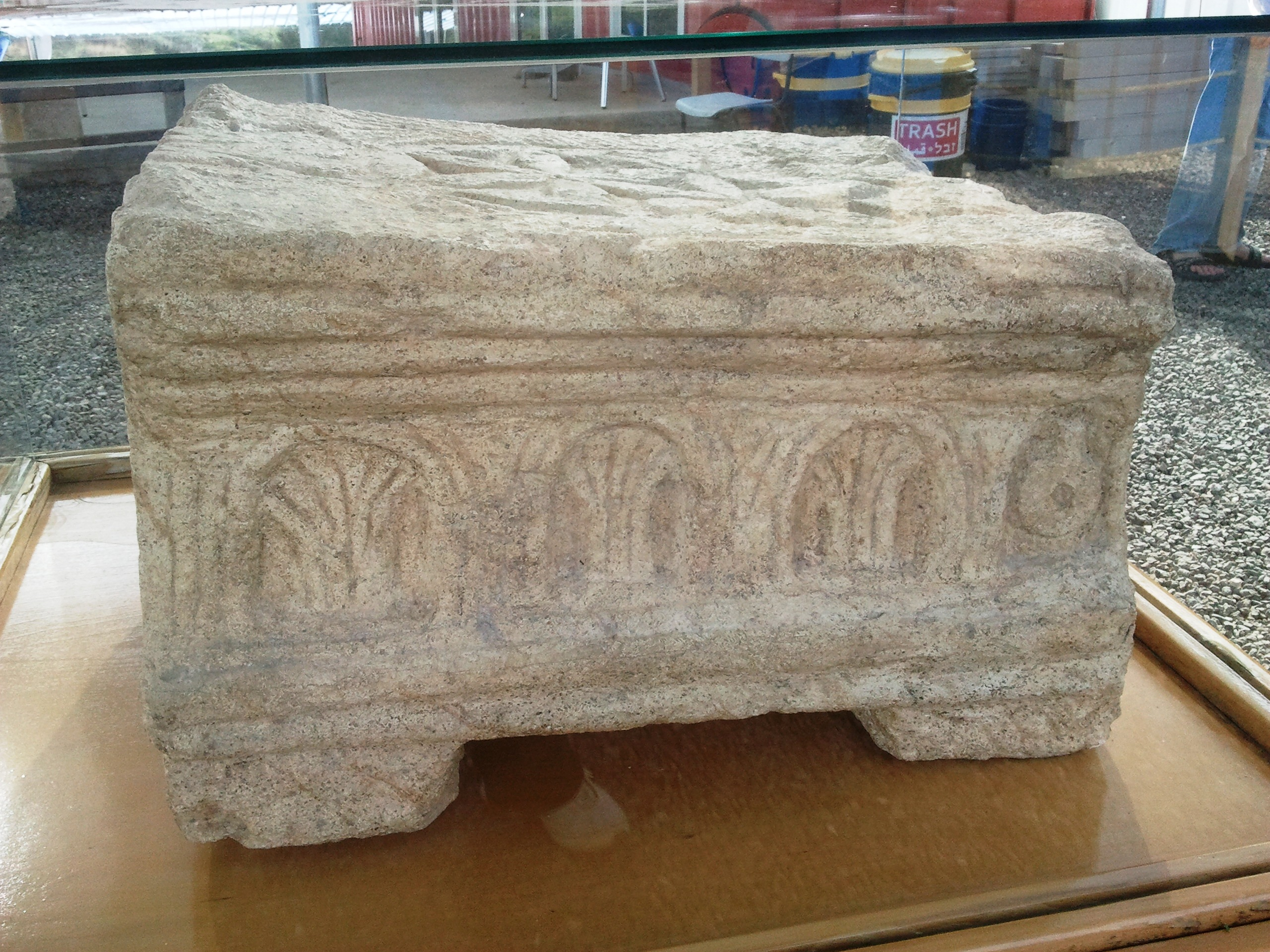
Panel lateral de la piedra de Magdala.

Los paneles laterales de la piedra son idénticos entre sí: cada uno muestra una arcada compuesta por cuatro arcos. Dentro de tres de los arcos se ven unas figuras que parecerían manojos de alguna planta, y dentro del cuarto arto hay un objeto que se asemeja a una lámpara de aceite vista desde arriba. La interpretación de estas figuras don diversas: mientras que algunos piensan que las figuras dentro de los arcos representan manojos de algún cereal (probablemente trigo), otros (como Rina Talgam y Mordechai Aviam) piensan que el conjunto ofrece una imagen arquitectónica del templo::. por detrás de la arcada se vería una segunda arcada (los supuestos manojos no serían más que columnas que sostienen otra serie de arcos), lo cual sería una imagen del Templo de Jerusalén

## Lugar en la sinagoga de Magdala
La piedra se halló en el centro de la Sinagoga de Magdala, y tiene la altura suficiente para que una persona sentada pueda leer un documento puesto sobre ella. Una piedra de basalto parecida en tamaño y simbolismo (si bien este mucho más reducido) fue hallada en 2012 en la sinagoga bizantina de Horbat Khur. En la sinagoga de Horbat Khur la piedra había sido reutilizada, por lo que los arqueólogos piensan que debió de haber sido anterior, tal vez contemporánea de la de Magdala.   
Algunos estudiosos sugieren que los judíos del lugar veían Jerusalén como su centro religioso, y las actividades que realizaban en su ciudad no eran ajenas a esta centralidad. Rina Talgam, profesora especializada en el arte del Oriente Próximo Antiguo en la Universidad Hebrea de Jerusalén y principal experta en esta piedra, entiende la piedra de Magdala es una representación del Templo y los objetos de culto utilizados en él, incluyendo una representación del Santo de los Santos por un artista que, de hecho, había visto el Templo con sus propios ojos. Rina Talgam entiende que la piedra pretende dar a esta sinagoga una aura sagrada, convirtiéndola en una especie de templo menor en una época en la que, viajar a Jerusalén, no era tan sencillo.
Otros estudiosos del periodo, incluyendo Elchanan Reiner, profesor de historia judía en Universidad de Tel Aviv, comparten esta visión.

## Sitio arqueológico
Aunque la piedra original se conserva actualmente en el Museo Rockefeller, dos réplicas pueden verse en el sitio arqueológico de Magdala.